# 永恒乡
永恒乡，是中华人民共和国黑龙江省七台河市勃利县下辖的一个乡镇级行政单位。

## 行政区划
永恒乡下辖以下地区：
恒太村、金山村、河口村、荣光村、解放村、北兴村、中江村、东安村、丰收村、景太村、永顺村、东辉村、先峰村、荣合村、恒山村、岱山村、齐心村、团结村、红林村和河口林场。